# Yongren
Der Kreis Yongren (永仁县,  Yǒngrén Xiàn) ist ein Kreis, der zum Verwaltungsgebiet des Autonomen Bezirks Chuxiong der Yi im mittleren Norden der chinesischen Provinz Yunnan gehört. Er hat eine Fläche von 2.143 km² und zählt 97.985 Einwohner (Stand: Zensus 2020). Sein Hauptort ist die Großgemeinde Yongding (永定镇).

## Administrative Gliederung
Auf Gemeindeebene setzt sich der Kreis aus drei Großgemeinden und vier Gemeinden zusammen. Diese sind:
- Großgemeinde Yongding 永定镇
- Großgemeinde Yijiu 宜就镇
- Großgemeinde Zhonghe 中和镇

- Gemeinde Lianchi 莲池乡
- Gemeinde Weide 维的乡
- Gemeinde Menghu 猛虎乡
- Gemeinde Yongxing der Dai 永兴傣族乡